# Kristálygömb

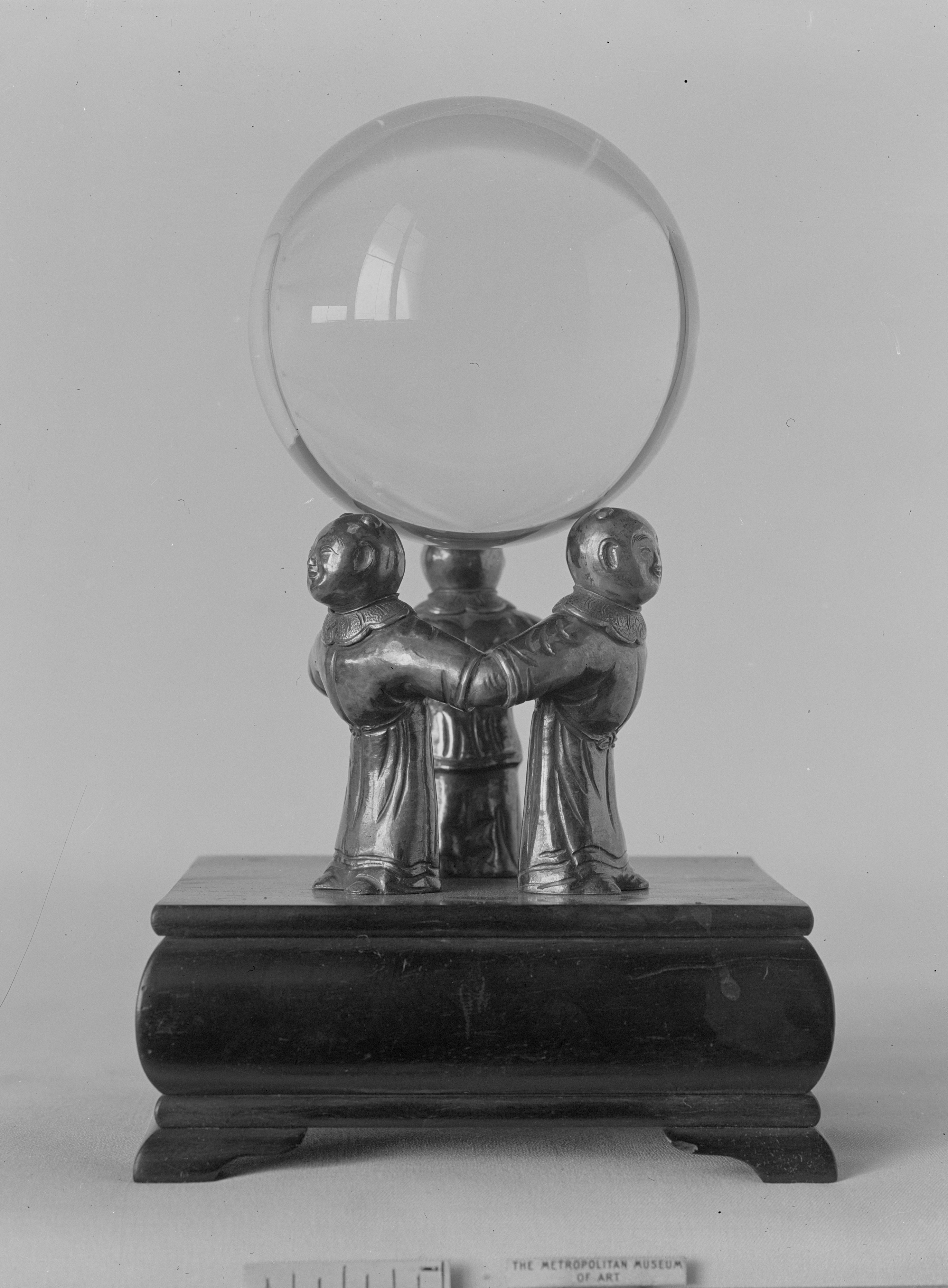
Modern kristálygömb állványon

A kristálygömb, jósgömb vagy boszorkánygömb egy általában állványra helyezett magas minőségű optikai üvegből vagy természetes kristályból készült gömb, melynek használata az egyik legelterjedtebb jövendölési és jóslási forma.
A kristálygömbből jövendölés erre a spirituális eszközre való koncentrálással történik a látomás állítólagos megjelenéséig. A jövendőbelátás mellett állítólag alkalmas különböző asztrális lényekkel és szellemekkel való kapcsolattartásra is. A jövendölésnek ez a speciális formája nem korlátozódik kizárólag állványra kihelyezett kristálygömbre, létrehozható virtuálisan bármilyen jól visszaverő fényes sima felület révén is.

## Története
A jósgömb használata a római időktől dokumentált, amikor egy ismeretlen jövendőmondó ennek segítségével figyelmeztette Julius Caesart Róma bukására. Már A jelenések könyvében, Artúr király legendájában is említést tesznek róla, ahol Merlin, a varázsló egy kristálygömb segítségével jósolt a királynak. A középkor folyamán sok jós használta a kristálygömböt, és gyakran adták tovább követőiknek mint magasabb erőkkel való kommunikációra szolgáló eszközt.

## Használata
A jósgömböt a napfénytől óvni kell, mert a fény felnagyításával tüzet okozhat, emiatt sötét, árnyékos helyen érdemes tartani. A jövendőmondók amikor nem használják, fekete bársonykendővel le szokták takarni a veszély megelőzésének érdekében.